# Djangane
Djangane (ou Ndjangane) est un village du Cameroun situé dans la région de l'Est et le département du Lom-et-Djérem. Il fait partie de l'arrondissement (commune) de Bélabo.

## Population
En 1966-1967, Djangane comptait 270 habitants, principalement des Mbethen. Lors du recensement de 2005, on y a dénombré 609 personnes.

## Infrastructures
Djangane dispose d'une école et d'une mission catholiques. La paroisse Saint-Bernard dépend de l'archidiocèse de Bertoua.